# Pteropus fundatus
Pteropus fundatus là một loài động vật có vú trong họ Dơi quạ, bộ Dơi. Loài này được Felten & Kock mô tả năm 1972.

## Hình ảnh

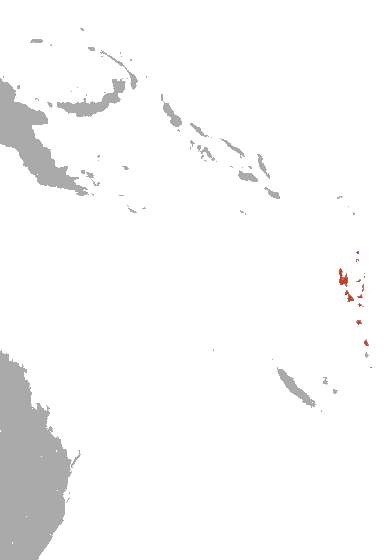